# Horistomyia occidentalis
Horistomyia occidentalis är en tvåvingeart som beskrevs av Alexander 1929. Horistomyia occidentalis ingår i släktet Horistomyia och familjen småharkrankar. Inga underarter finns listade i Catalogue of Life.